# Alcohol 120%
Alcohol 120% е програма, която позволява запис на CD и DVD дискове. Приложението позволява създаване на точни копия на дисковете и работа с техните образи така, както с реалните носители. Предимство са и поддържаните от нея формати, сред които освен собствения Media Descriptor (*. mds), ще откриете и тези на образи от програмите Blindread, CloneCD, DiscJuggler, Instant CD/DVD, Nero и др (*.bin, *.cue, *.cdi, *.bwt, *.bwi, *bwe, *.bwa). Множеството настройки в Alcohol 120% позволяват монтиране на образи дори и на защитени дискове. В тях ще откриете и възможност за избор на регионалния код на виртуалното устройство.

## Поддържани типове файлове
- MDS /. MDF, Media Descriptor файл
- CCD /. IMG /. подсектори, CloneCD файл
- ISO, стандартен ISO файл
- bwt /. BWI /. bws, Blindread графичен файл
- nrg, Nero Burning ROM файл
- pdi, Instant CD / DVD файл
- b5t /. b5i, Blindwrite V5/V6 Image File (също. b6t /. b6i)
- isz, UltraISO графичен файл

## Версии

### Алкохол 52%
Алкохол 52% е версия на Алкохол 120%. Тя е по старата версия от двете.

### Алкохол 68%
Алкохол 68% също е една от предходните версии на Алкохол 120%, но някои функции на програмата се оказват твърде несполучливи за разлика от следващата версия, а иманно Алкохол 120%.

## Сродни файлови формати
- BIN/CUE
- BWT, BWI, BWS, BWA
- CCD
- CSO (.cso)
- DAA (.daa)
- MDF/MDS (.mdf)
- NRG (.nrg)
- DMG (Apple disk image) (.dmg)
- UIF (Universal Image Format) (.uif)
- IMA (.ima)
- IMG (.img)
- DK (.dk)
- WIM (.wim)